# Pseudomallada healdi
Pseudomallada healdi is een insect uit de familie van de gaasvliegen (Chrysopidae), die tot de orde netvleugeligen (Neuroptera) behoort. 
Pseudomallada healdi is voor het eerst wetenschappelijk beschreven door Navás in 1926. Het taxon geldt echter als een nomen dubium.